# الأم روسيا

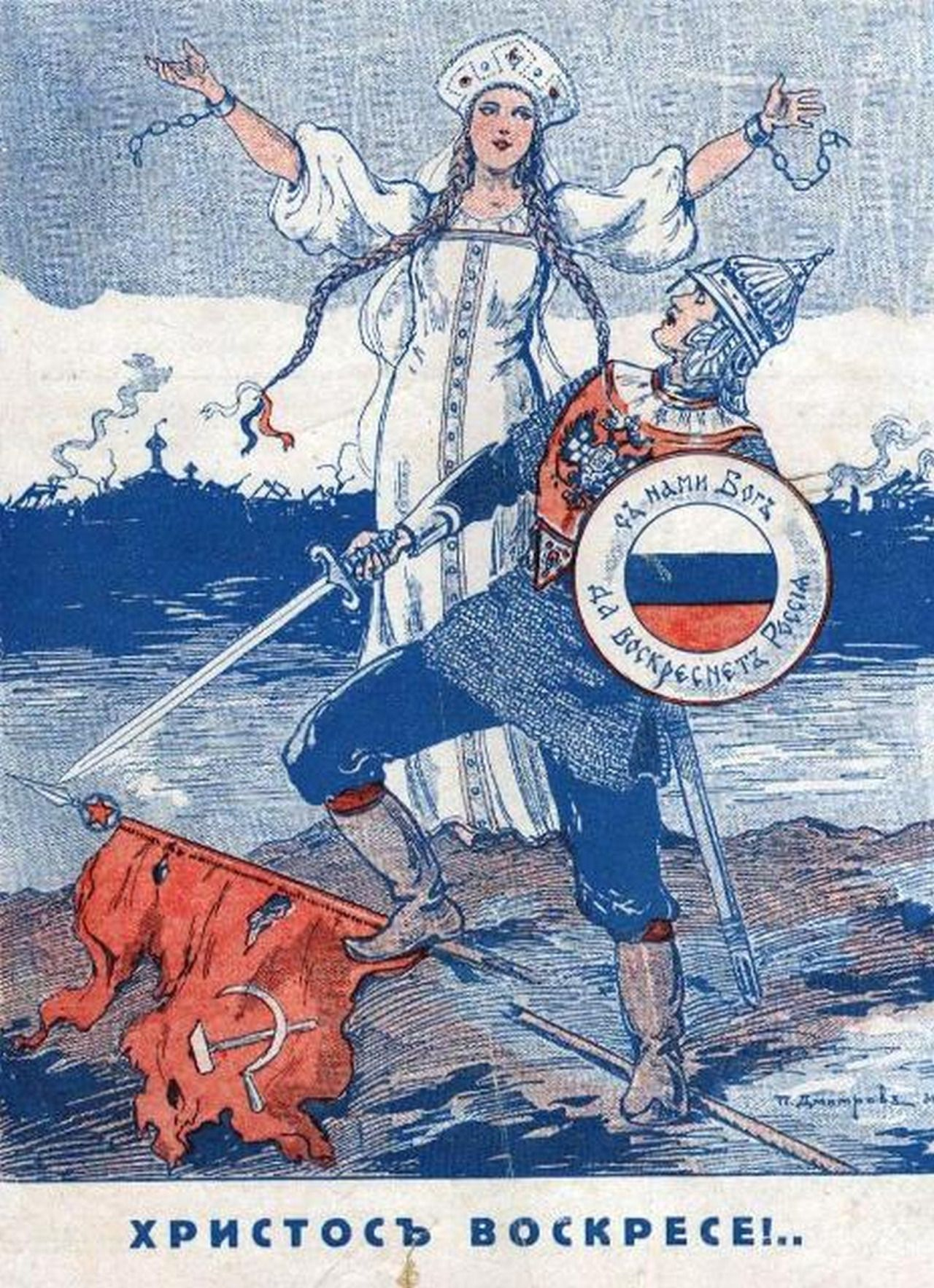
غلاف مجلة من سنة 1932 يصور روسيا في صورة امرأة تلبس أزياء روسية تقليدية يحررها محارب روسي بزي القرون الوسطى يقف فوق علم البلاشفة.

الأم روسيا (بالروسية: Россия-Матушка) هي تجسيد وطني لروسيا، وتظهر في الملصقات الوطنية، والتماثيل وما إلى ذلك، واستخدام مصطلح «الأم» في الإشارة إلى أمة أو ثقافة يرمز إلى «الروح الجماعية»، وفي الفترة السوفياتية السابقة. هارالد هارمان وأورلاندو فيج يرون الأم روسيا تجسيدًا لاحقًا للإلهة السلافية موكوش.